# 밤밥

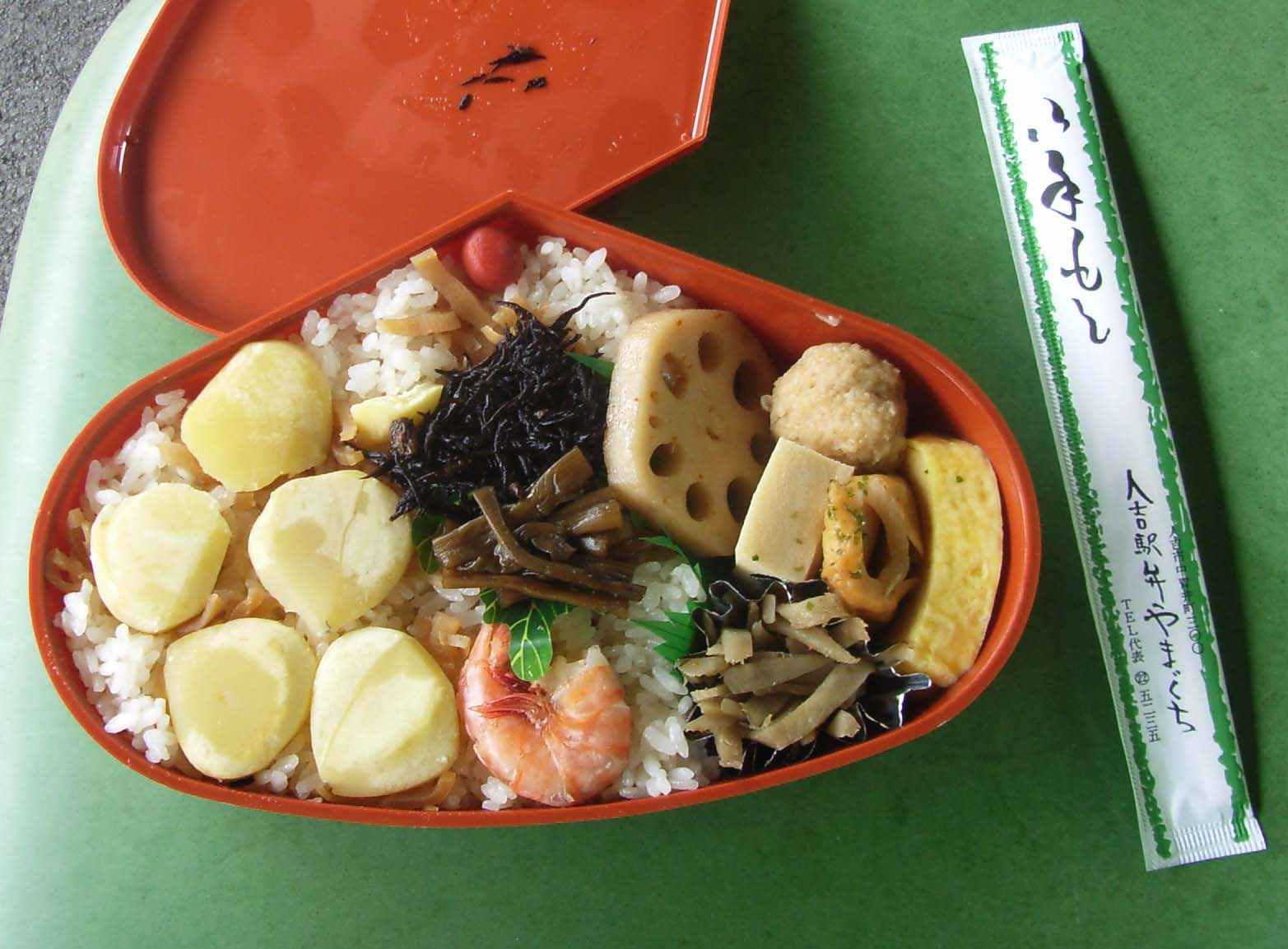

밤밥은 깐 밤을 넣은 밥이다.

## 같이 보기
- 밥 (한국 음식)